# Wojciech Roszkowski

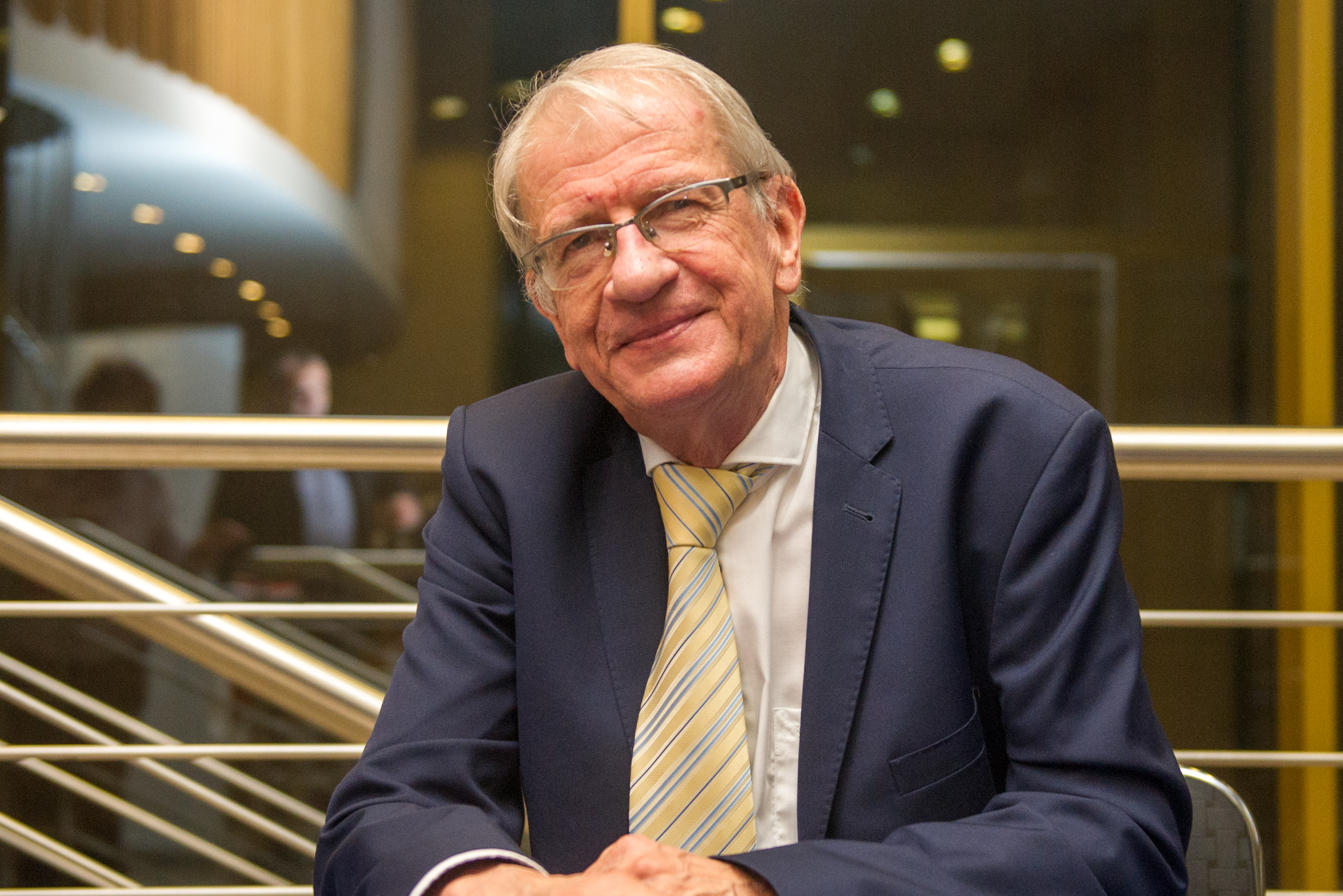
Wojciech Roszkowski (2019)

Wojciech Stefan Roszkowski, ps. Andrzej Albert, Jan Korzeń (ur. 20 czerwca 1947 w Warszawie) – polski ekonomista, historyk i nauczyciel akademicki, profesor nauk humanistycznych (1996). Prorektor Szkoły Głównej Handlowej w Warszawie (1990–1993), poseł do Parlamentu Europejskiego VI kadencji (2004–2009). Autor publikacji poświęconych historii Polski w XX i XXI wieku, kontrowersyjnej książki Roztrzaskane lustro. Upadek cywilizacji zachodniej, a także podręczników szkolnych (w tym pierwszego podręcznika do przedmiotu historia i teraźniejszość). Kawaler Orderu Orła Białego.

## Życiorys
W 1965 ukończył VIII Liceum Ogólnokształcące im. Władysława IV w Warszawie, a w 1971 – studia na Wydziale Handlu Zagranicznego Szkoły Głównej Planowania i Statystyki w Warszawie, gdzie obronił pracę magisterską z zakresu ekonomiki handlu zagranicznego pt. Kształtowanie się polityki inwestycyjnej rządu polskiego w okresie kryzysu 1929–1935 w przemyśle. Następnie zajmował się krótko handlem międzynarodowym. Od 1974 pracował na SGPiS w Katedrze Historii Gospodarczej pod kierunkiem prof. Ireny Kostrowickiej, a później w Katedrze Studiów Politycznych. W 1978 obronił na Wydziale Ekonomiczno-Społecznym SGPiS przygotowaną pod kierunkiem Zbigniewa Landaua rozprawę doktorską zatytułowaną Kształtowanie się podstaw polskiej gospodarki państwowej w przemyśle i bankowości 1918–1924. 
W 1987 uzyskał habilitację z nauk ekonomicznych na Wydziale Ekonomiczno-Społecznym SGPiS. Od 1990 do 1993 był prorektorem Szkoły Głównej Handlowej (do 1991 SGPiS). W 1990 podjął też pracę naukową na stanowisku profesora w Instytucie Studiów Politycznych PAN, którego był współzałożycielem, jako kierownik Zakładu Europy Środkowo-Wschodniej. W latach 1994–2000 był dyrektorem Instytutu Studiów Politycznych PAN. W 1996 otrzymał tytuł profesora nauk humanistycznych. Od 2003 kierował ponadto Katedrą Stosunków Międzynarodowych w Collegium Civitas w Warszawie, gdzie pracował od 2001 do 2013.
W latach 1985–1986 był profesorem wizytującym na Uniwersytecie Georgetown, w latach 1988–1989 stypendystą Wilson Center w Waszyngtonie, a w latach 2000–2002 pełnił funkcję kierownika katedry studiów polskich na Uniwersytecie Wirginii w Charlottesville. W latach 1996–1998 przewodniczył Europejskiemu Stowarzyszeniu Absolwentów Wilson Center i w 1998 zorganizował z jego ramienia międzynarodową konferencję w Krakowie-Przegorzałach.
W okresie PRL współpracował w latach 1978–1981 z Polskim Porozumieniem Niepodległościowym, w latach 1985–1987 współredagował podziemną Niezależną Encyklopedię Powszechną, był autorem podziemnych wydań najnowszej historii Polski pod pseudonimem „Andrzej Albert”. Od 1980 do 1993 należał do Niezależnego Samorządnego Związku Zawodowego „Solidarność”. W latach 1997–1998 był członkiem Rady Inicjatyw Wydawniczych przy minister kultury Joannie Wnuk-Nazarowej, a w latach 1999–2001 członkiem Rady Instytutu Dziedzictwa Narodowego. Został też członkiem rady Centrum im. Adama Smitha, redaktorem naczelnym „Studiów Politycznych” i przewodniczącym rady Muzeum Historii Polski. Współpracował z redakcją „Przeglądu Powszechnego” (1982–2000) i ukazującym się w latach 1998–2003 miesięcznikiem „Azymut” (dodatek do „Gościa Niedzielnego”), publikował w „Rzeczpospolitej”, „Życiu”, „Wprost”, „Nowym Państwie” i „Przeglądzie Katolickim”.
W wyborach do Parlamentu Europejskiego w 2004 uzyskał mandat eurodeputowanego z listy Prawa i Sprawiedliwości. Był członkiem Komisji Budżetu, Komisji Tymczasowej ds. Wyzwań Politycznych i Środków Budżetowych w Rozszerzonej Unii Europejskiej w latach 2007–2013 oraz Komisji Rozwoju Regionalnego, należał do narodowo-konserwatywnej grupy parlamentarnej Unia na rzecz Europy Narodów. W 2005 był członkiem honorowego komitetu poparcia Lecha Kaczyńskiego w wyborach prezydenckich. W 2009 nie ubiegał się o reelekcję do Parlamentu Europejskiego. Wszedł w skład Komitetu Obrony Dobrego Imienia Polski i Polaków.
Był członkiem rady Polskiego Instytutu Spraw Międzynarodowych i członkiem Collegium Invisibile. W 2005 założył w Warszawie stowarzyszenie Instytut Jagielloński. W 2011 został członkiem rady nadzorczej Telewizji Polskiej. W 2015 wszedł w skład jury konkursu „Książka Historyczna Roku”. Członek Rady Muzeum przy Muzeum Narodowym w Warszawie w kadencji 2020–2024.
Autor (początkowo pod pseudonimem Andrzej Albert) publikacji poświęconych historii Polski w XX i XXI wieku, wydawanych w wersjach jedno-, trzy- i siedmiotomowej. Jest również autorem książki Półwiecze, będącej syntezą historii politycznej świata po 1945 oraz cyklu podręczników do historii napisanych wspólnie z Anną Radziwiłł. W 2016 ukazała się trzytomowa książka Świat Chrystusa, w której Wojciech Roszkowski zajął się czasami starożytnymi. Jak sam wskazał, praca nad tą publikacją zajęła mu blisko 50 lat.
W 2020 „Magazyn Literacki «Książki»” za publikację Roztrzaskane lustro. Upadek cywilizacji zachodniej przyznał Wojciechowi Roszkowskiemu oraz Wydawnictwu Biały Kruk nagrodę specjalną dla najlepszej publikacji dekady z zakresu nauk humanistycznych. W tym samym roku autor za tę książkę został wyróżniony Nagrodą Literacką im. Józefa Mackiewicza oraz nagrodą Feniks. W książce dostrzegano wyraźne wpływy myśli politycznej Oswalda Spenglera i niekiedy odczytywano ją jako „słabo kamuflowany atak na szeroko rozumianą lewicę i jej prawo do funkcjonowania w przestrzeni publicznej”, a jednocześnie wyraz „niechęci do zmiany konwencji i norm życia społecznego, którym zresztą cywilizacja Zachodu zawdzięcza swój rzeczywisty postęp gospodarczy i polityczny”. Jos Stübner pisał, że nakreślona przez Roszkowskiego idea obrony cywilizacji zachodniej i religii chrześcijańskiej „to przede wszystkim porządek, u podstaw skazany na nierówność i oparty na wykluczeniu. Nierówność pod względem płci i orientacji seksualnej jest tu przedstawiana jako naturalna czy boska norma, której należy bronić przed upadkiem”.
Również w 2020 ukazała się kontynuacja tej publikacji zatytułowana Bunt barbarzyńców. 105 pytań o przyszłość naszej cywilizacji, w której autor skupił się na odpowiedzi na pytanie: „czy rozwój cywilizacji zachodniej zmierza nieuchronnie w złym kierunku”.
Jest też autorem wprowadzonego w 2022 roku do podstawy programowej szkół ponadpodstawowych podręcznika do historii i teraźniejszości, 1945–1979. Historia i teraźniejszość, będącego przeważnie krytyką zachodniej kultury popularnej oraz lewicowych i liberalnych trendów w społeczeństwie. W chwili wydania podręcznik wzbudził kontrowersje, spotykając się między innymi z zarzutami stygmatyzacji dzieci urodzonych metodą in vitro, zrównania feminizmu z nazizmem oraz eseistycznej, perswazyjnej formy przekazu. W podręczniku odnajdywano też „wątki przemycające nienawiść rasową, igranie z antysemityzmem czy przypisywanie intelektualnym adwersarzom wszystkich odczłowieczających cech”.
Wszedł w skład komitetu wspierającego kandydaturę Karola Nawrockiego na prezydenta RP w wyborach w 2025.
Wśród wypromowanych przez niego doktorów znaleźli się: Jan Wendt (1996), Jarosław Gowin (2001), Andrzej Grajewski (2001), Rafał Matyja (2001), Agnieszka Orzelska-Stączek (2002), Paweł Ukielski (2006), Dominik Smyrgała (2010).

## Życie prywatne
Jest synem Andrzeja Marii (1912–1959), architekta i projektanta osiedli mieszkaniowych, w okresie II wojny światowej związanego z Konfederacją Narodu i Grupą Szańca, i Jadwigi z Mierzejewskich (1921–1987). Ma starszego brata Macieja (ur. 1943), socjologa, byłego prezesa Towarzystwa Oświatowego im. Cecylii Plater-Zyberkówny i mokotowskiej spółdzielni mieszkaniowej Szare Domy. Jego wujem (mężem ciotki) był Stanisław Gepner.
Żonaty, ma syna Marcina.

## Odznaczenia i wyróżnienia

### Ordery i odznaczenia
W 2000 ówczesny prezydent Aleksander Kwaśniewski, za wybitne osiągnięcia w pracy naukowej i dydaktycznej oraz w działalności organizacyjnej, odznaczył go Krzyżem Kawalerskim Orderu Odrodzenia Polski. W 2005 został odznaczony Srebrnym Medalem „Zasłużony Kulturze Gloria Artis”.
W 2020 prezydent Andrzej Duda nadał Wojciechowi Roszkowskiemu Order Orła Białego, nadany w uznaniu znamienitych zasług w popularyzowaniu i upowszechnianiu wiedzy naukowej, za zaangażowanie na rzecz kształtowania społeczeństwa obywatelskiego i działalność publiczną. Wręczając najwyższe polskie odznaczenie, prezydent uzasadniał jego przyznanie następująco:

[…] Wojciech Roszkowski. To też walka o Polskę, o sprawiedliwość, wolność. Ale przede wszystkim o prawdę dla sobie współczesnych i dla kolejnych pokoleń, takich jak moje pokolenie […]. To także wielkie zamiłowanie do polskiej historii. I nie takiej właśnie, jaką wolno było badać i uprawiać, ale do historii prawdziwej, do szukania i zaglądania tam, gdzie w latach 70., 80. bardzo niechętnie widziano jakichkolwiek naukowców interesujących się tymi kwestiami […]. Pan Profesor nie bał się pisać o historii takiej, jaka ona była naprawdę.

W 2023 otrzymał Złoty Medal „Zasłużony dla Nauki Polskiej Sapientia et Veritas” i Medal „Pro Patria”.

### Nagrody i wyróżnienia
W 2018 został laureatem Nagrody im. Księdza Idziego Radziszewskiego za 2017, przyznawanej przez Towarzystwo Naukowe KUL. W tym samym roku otrzymał tytuł honorowego obywatela m.st. Warszawy. W 2020 minister kultury i dziedzictwa narodowego Piotr Gliński uhonorował go Doroczną Nagrodą MKiDN. W tym samym roku za książkę Roztrzaskane lustro otrzymał Nagrodę Literacką im. Józefa Mackiewicza. W 2023 w Krakowie z okazji IX Dnia Patrioty otrzymał nagrodę „Patriota Roku im. Kazimierza Odnowiciela”.

## Publikacje
- Społeczny ruch ekonomistów w Polsce przed rokiem 1939, Warszawa 1977
- Najnowsza historia Polski 1918–1980 (pod ps. Andrzej Albert), t. 1–2, Krąg, Warszawa 1983; t. 3–4, Oficyna Wydawnicza „Pokolenie”, Warszawa 1986
  - wyd. V rozszerzone jako Najnowsza historia Polski 1914–1993, 2 t., Puls, Londyn 1994, ISBN 978-1-85917-024-3
  - wyd. rozszerzone jako Najnowsza historia Polski 1914–2002, 3 t., Świat Książki, Warszawa 2003, ISBN 83-7311-991-4
  - wyd. rozszerzone jako Najnowsza historia Polski 1914–2006, 3 t., Świat Książki, Warszawa 2007
  - wyd. rozszerzone jako Najnowsza historia Polski 1914–2011, 7 t., Świat Książki, Warszawa 2011, ISBN 978-83-7799-614-0
- Dramat narodów bałtyckich (pod ps. Jan Korzeń), Pokolenie, Warszawa 1987
- Historia Polski 1914–1990, Wydawnictwo Naukowe PWN, Warszawa 1991 (liczne rozszerzenia)
  - wyd. XII jako Historia Polski 1914–2015, PWN, Warszawa 2017, ISBN 978-83-01-19258-7
- Półwiecze. Historia polityczna świata po 1945, Morex, Warszawa 1995
  - wyd. II zaktualizowane: Wydawnictwo Naukowe PWN, Warszawa 2001
- Gospodarka. Wzrost i upadek systemu nakazowo-rozdzielczego. Wyd. 1. Warszawa: Wydawnictwo Naukowe PWN, 2008. ISBN 978-83-01-15487-5. OCLC 263499772. Brak numerów stron w książce
- Droga przez mgłę. Warszawa: Instytut Jagielloński, 2006. ISBN 83-60559-00-7. OCLC 182552786. Brak numerów stron w książce
- Uczniowie czarnoksiężnika. Zło potężne naszymi słabościami. Warszawa: Difin, 2011. ISBN 978-83-7641-489-8. Brak numerów stron w książce
- Upodmiotowienie polskiej polityki. W: Repolonizacja Polski. Kraków: Wydawnictwo Biały Kruk, 2016. ISBN 978-83-7553-216-6. Brak numerów stron w książce
- Świat Chrystusa. Kraków: Wydawnictwo Biały Kruk, 2016. ISBN 978-83-7553-218-0. Brak numerów stron w książce
- Mistrzowska gra Józefa Piłsudskiego. Kraków: Wydawnictwo Biały Kruk, 2018. ISBN 978-83-7553-240-1. Brak numerów stron w książce
- Roztrzaskane lustro. Upadek cywilizacji zachodniej. Kraków: Wydawnictwo Biały Kruk, 2019. ISBN 978-83-7553-260-9. Brak numerów stron w książce
- Orlęta Lwowskie. Kraków: Wydawnictwo Biały Kruk, 2019. ISBN 978-83-7553-264-7. Brak numerów stron w książce
- Kierunek targowica: Polska 2005–2015. Kraków: Wydawnictwo Biały Kruk, 2019. ISBN 978-83-7553-276-0. Brak numerów stron w książce
- Bunt barbarzyńców. 105 pytań o przyszłość naszej cywilizacji. Kraków: Wydawnictwo Biały Kruk, 2020. ISBN 978-83-7553-304-0. Brak numerów stron w książce
- Chluba i zguba. Antologia najnowszej publicystyki patriotycznej. Kraków: Wydawnictwo Biały Kruk, 2020. ISBN 978-83-7553-307-1. Brak numerów stron w książce
- Historia chrześcijaństwa: świętości, upadki, nawrócenia. T. 1. Od narodzin Jezusa do upadku Konstantynopola. Kraków: Wydawnictwo Biały Kruk, 2021. ISBN 978-83-7553-313-2. Brak numerów stron w książce
- Historia chrześcijaństwa: świętości, upadki, nawrócenia. T. 2. Od XVI do XXI wieku. Kraków: Wydawnictwo Biały Kruk, 2021. ISBN 978-83-7553-318-7. Brak numerów stron w książce
- Komunizm światowy. Od teorii do zbrodni. Kraków: Wydawnictwo Biały Kruk, 2022. ISBN 978-83-7553-333-0. Brak numerów stron w książce
- Historia i Teraźniejszość. Podręcznik dla liceów i techników. Klasa 1. 1945–1979. Kraków: Wydawnictwo Biały Kruk, 2022. ISBN 978-83-7553-347-7. Brak numerów stron w książce
- Orzeł, lew i krzyż. Historia i kultura krajów Trójmorza. Tom 1, Wydawnictwo Biały Kruk 2022, ISBN 978-83-7553-362-0.
- Tyrania postępu (współautor), Wydawnictwo Biały Kruk, Kraków 2023, ISBN 978-83-7553-373-6.
- Bezbożność, terror i propaganda. Fałszywe proroctwa marksizmu, Wydawnictwo Biały Kruk, 2024, ISBN 9788375533996
- Świat Apostołów, Wydawnictwo Biały Kruk, 2025, ISBN 9788375534191